# Cantó de Moyeuvre-Grande
El cantó de Moyeuvre-Grande és un cantó francès del departament del Mosel·la, situat al districte de Thionville-Oest. Té sis municipis i el cap és Moyeuvre-Grande.

## Municipis
- Clouange (Kluéngen)
- Gandrange (Guedléng)
- Moyeuvre-Grande
- Moyeuvre-Petite
- Rosselange
- Vitry-sur-Orne (Walléngen)

## Història
| Data d'elecció                           | Identitat      | Partit        | Qualitat |
| ---------------------------------------- | -------------- | ------------- | -------- |
| 1945-19..                                | M. Waroquy     | PCF           |          |
| 19..-1964                                | René Dantlo    | Divers droite |          |
| 1964-1982                                | César Depiétri | PCF           |          |
| 1982-1994                                | René Drouin    | PS            |          |
| 1994-                                    | Luc Corradi    | PCF           |          |
| les dades anteriors no són pas conegudes |                |               |          |
|                                          |                |               |          |

## Demografia
| A partir de 1990 : Població sense dobles comptes |